# 388 Dywizja Strzelecka (ZSRR)
388 Dywizja Strzelecka (ros. 388-я стрелковая дивизия) – związek taktyczny (dywizja) Armii Czerwonej.
Sformowana w 1941, w związku z niemiecką agresją na ZSRR. Broniła Sewastopola. Rozbita przez natarcie niemieckiej 11. Armii.
388 Dywizja Strzelecka wzięła też udział w pokonaniu Japonii, w sierpniu 1945.